# Anastasija Zolotic
Anastasija Zolotic (serb. Анастасија Золотић, Anastasija Zolotić; ur. 23 listopada 2002 w Largo) – amerykańska zawodniczka taekwondo, mistrzyni olimpijska z Tokio.
W 2018 roku zdobyła srebrny medal igrzysk olimpijskich młodzieży w kategorii do 49 kg oraz złoty medal mistrzostw świata juniorów w kategorii do 52 kg. W 2019 roku zdobyła złoty medal igrzysk panamerykańskich w kategorii do 57 kg, a w 2021 roku srebrny medal mistrzostw panamerykańskich w kategorii do 62 kg.
W 2021 roku wystąpiła na igrzyskach olimpijskich w Tokio. W zawodach zwyciężyła we wszystkich pojedynkach w kategorii do 57 kg, zdobywając złoty medal i tytuł mistrzyni olimpijskiej. 
Jej rodzice są emigrantami z Bośni i Hercegowiny. 